# Platostoma longicorne
Platostoma longicorne là một loài thực vật có hoa trong họ Hoa môi. Loài này được Ferdinand Jacob Heinrich von Mueller miêu tả khoa học đầu tiên năm 1865 dưới danh pháp Plectranthus longicornis. Năm 1997 A. J. Paton chuyển nó sang chi Platostoma.
Loài này là bản địa khu vực từ đông New Guinea tới đông bắc Queensland..